# استاروسبحان‌گولوو
الگو:Infobox Russian settlement
استاروسبحان‌گولوو (انگلیسی: Starosubkhangulovo) یک شهر در شهرستان بورزیانسکی باشقیرستان کشور روسیه است.